# Équipe du Kazakhstan masculine de basket-ball
Maillots
Actualités
L'équipe du Kazakhstan de basket-ball est la sélection des meilleurs joueurs kazakhs de basket-ball.

## Parcours aux Jeux olympiques
- 1992 : -
- 1996 : -
- 2000 : -
- 2004 : -
- 2008 : -
- 2012 : -
- 2016 : -
- 2020 : -

## Parcours aux Championnats du Monde
- 1994 : -
- 1998 : -
- 2002 : -
- 2006 : -
- 2010 : -
- 2014 : -
- 2019 : -

## Parcours aux Championnats d'Asie des Nations
- 1993 : -
- 1995 : 5e
- 1997 : 13e
- 1999 : -
- 2001 : -
- 2003 : 7e
- 2005 : 10e
- 2007 : 4e
- 2009 : 9e
- 2011 : -
- 2013 : 8e
- 2015 : 11e
- 2017 : 16e
- 2022 : 15e